# Gerald Asamoah

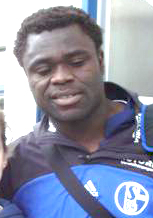
Gerald Asamoah

Gerald Asamoah, född 3 oktober 1978 i Mampong i Ghana, är en före detta fotbollsspelare som är mest känd för sin tid i Fußball-Bundesliga-laget Schalke 04.

## Meriter
- VM i fotboll: 2002, 2006
  - Silver 2002
  - Brons 2006
- FIFA Confederations Cup: 2005
  - Brons 2005
- UEFA Intertoto Cup
  - Guld 2003
  - Guld 2004
- DFB-Pokal
  - Guld 2001
  - Guld 2002
  - Silver 2005
- Tyska ligacupen i fotboll
  - Guld 2005